# 南アメリカの旗一覧
南アメリカの旗一覧（みなみアメリカのはたいちらん）は、南アメリカの国家、国際機関で使用される旗の一覧である。

属領を除く国旗のある南アメリカの地図。

## 国際機関

米州機構の旗
南米諸国連合の旗
アンデス共同体の旗
メルコスールの旗
カリブ共同体の旗
フランコフォニー国際機関の旗

## 南アメリカ

アルゼンチンの国旗
ボリビアの国旗
ブラジルの国旗
チリの国旗
コロンビアの国旗
エクアドルの国旗
イギリス領フォークランド諸島の旗
フランス領ギアナの旗
ガイアナの国旗
パラグアイの国旗
ペルーの国旗
イギリス領サウスジョージア・サウスサンドウィッチ諸島の旗
スリナムの国旗
ウルグアイの国旗
ベネズエラの国旗

## カリブ海諸国

オランダ領アルバの旗
アンティグア・バーブーダの国旗
イギリス領アンギラの旗
バハマの国旗
バルバドスの国旗
オランダ領ボネール島の旗
イギリス領ヴァージン諸島の旗
イギリス領ケイマン諸島の旗
キューバの国旗
オランダ領キュラソーの旗
ドミニカ国の国旗
ドミニカ共和国の国旗
グレナダの国旗
フランス領グアドループの旗
ハイチの国旗
ジャマイカの国旗
フランス領マルティニークの旗
イギリス領モントセラトの旗
アメリカ領プエルトリコの旗
オランダ領サバ島の旗
フランス領サン・バルテルミー島の非公式な旗
セントクリストファー・ネイビスの国旗
セントルシアの国旗
セントビンセント・グレナディーンの国旗
オランダ領シント・ユースタティウス島の旗
オランダ領シント・マールテンの旗
トリニダード・トバゴの国旗
イギリス領タークス・カイコス諸島の旗
アメリカ領ヴァージン諸島の旗

## 中央アメリカ

ベリーズの国旗
コスタリカの国旗
エルサルバドルの国旗
グアテマラの国旗
ホンジュラスの国旗
ニカラグアの国旗
パナマの国旗